# It's Already Written
It's Already Written es el primer (y único de momento) álbum del artista de R&B, Houston. Salió a la venta el 10 de agosto de 2004 y alcanzó la 14# posición en los Estados Unidos. El primer sencillo fue "I Like That" con Chingy, I-20 & Nate Dogg, el cual se convirtió rápidamente en un auténtico éxito y el segundo fue "Ain't Nothing Wrong".

## Canciones
| #  | Título                                  | Colaborador              | Duración |
| -- | --------------------------------------- | ------------------------ | -------- |
| 1  | "It's Already Written, Pt. 1"           |                          | 0:50     |
| 2  | "I Like That"                           | Chingy, Nate Dogg & I-20 | 3:56     |
| 3  | "Twizala (Intro)"                       |                          | 0:59     |
| 4  | "Twizala"                               |                          | 3:38     |
| 5  | "Ain't Nothing Wrong"                   |                          | 4:08     |
| 6  | "My Promise"                            | LeToya Luckett           | 3:59     |
| 7  | "Keep It on the Low"                    | Don Yute                 | 3:59     |
| 8  | "What You Say"                          |                          | 4:16     |
| 9  | "Love You Down"                         | Luke & Q                 | 4:28     |
| 10 | "Allright"                              | Jazze Pha                | 4:27     |
| 11 | "Bye Bye Love"                          |                          | 3:37     |
| 12 | "Didn't Give a Damn (Intermedio)"       |                          | 0:58     |
| 13 | "Didn't Give a Damn"                    |                          | 4:21     |
| 14 | "She Is"                                |                          | 3:34     |
| 15 | "It's Already Written, Pt. 2 (Thunder)" |                          | 3:41     |